# Coll de Lli

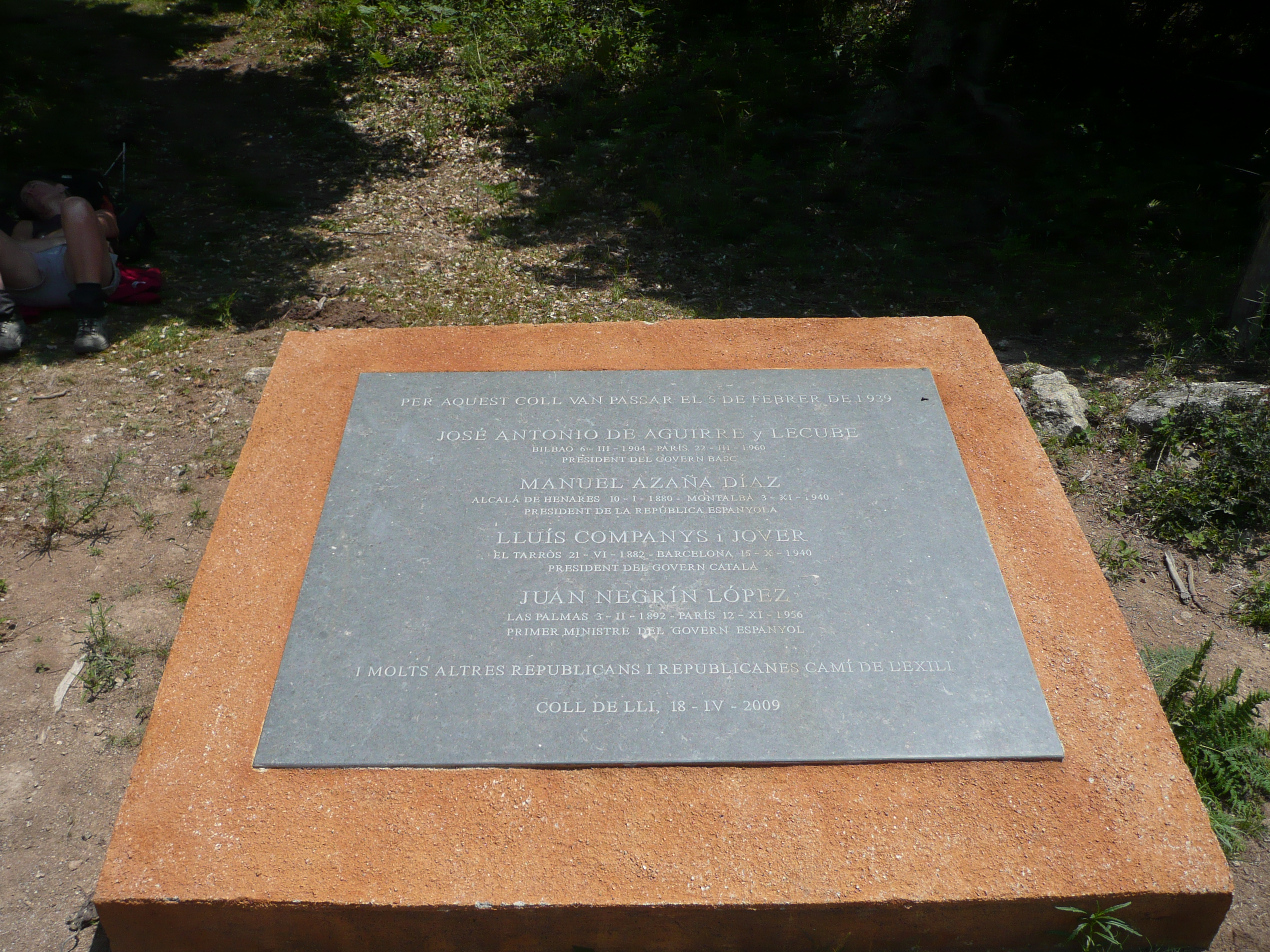
Detall de la placa commemorativa

El Coll de Lli és un coll de muntanya de 712,8 m alt dels Pirineus a cavall del terme municipal de la Vajol, de l'Alt Empordà, i del comunal de Morellàs i les Illes, dins del territori de l'antic terme de les Illes, del Vallespir, a la Catalunya del Nord.
És a l'extrem sud-est del terme de Morellàs i les Illes, i al nord-oest del de la Vajol. És al sud-oest del Puig Negre i al nord-est del Serrat Pelat. En el seu vessant de ponent es troba el Bac d'en Cardona.
Hi ha una placa oommemorativa de l'exili dels governs republicans el 1939 que havien estat allotjats a la propera masia de Can Barris, de manera que va ser un dels passos clau de la retirada republicana del 1939.
A més, en aquest coll hi ha també la fita transfronterera número 557, format per una fita d'obra situada damunt d'un turonet. Continuant cap al nord-est, en el Pla de la Llosa hi ha la fita 558, feta d'obra.
Es tracta d'un coll per on passen freqüentment rutes d'excursionisme a peu o en bicicleta de muntanya, tot i que per a les darreres, presenta alguns trams no ciclables (i cal baixar de la bicicleta i fer-los a peu).